# Кендалл (округ Лафаєтт, Вісконсин)
Кендалл (англ. Kendall) — місто (англ. town) в США, в окрузі Лафаєтт штату Вісконсин. Населення — 402 особи (2020).

## Демографія
Згідно з переписом 2010 року, у місті мешкали 454 особи в 134 домогосподарствах у складі 114 родин. Було 142 помешкання
Расовий склад населення:
| - 97,1 % — білих - 1,8 % — осіб інших рас |

До двох чи більше рас належало 1,1 %. Частка іспаномовних становила 2,4 % від усіх жителів.
За віковим діапазоном населення розподілялося таким чином: 39,0 % — особи молодші 18 років, 51,7 % — особи у віці 18—64 років, 9,3 % — особи у віці 65 років та старші. Медіана віку мешканця становила 28,8 року. На 100 осіб жіночої статі у місті припадало 113,1 чоловіків;  на 100 жінок у віці від 18 років та старших — 108,3 чоловіків також старших 18 років.
Середній дохід на одне домашнє господарство  становив 79 854 долари США (медіана — 79 688), а середній дохід на одну сім'ю — 82 862 долари (медіана — 81 875). Медіана доходів становила 42 386 доларів для чоловіків та 41 563 долари для жінок. За межею бідності перебувало 6,1 % осіб, у тому числі 8,9 % дітей у віці до 18 років та 10,5 % осіб у віці 65 років та старших.
Цивільне працевлаштоване населення становило 232 особи. Основні галузі зайнятості: освіта, охорона здоров'я та соціальна допомога — 16,8 %, сільське господарство, лісництво, риболовля — 16,4 %, роздрібна торгівля — 15,9 %.